# تاکاماکا (سیشل)
تاکاماکا (به لاتین: Takamaka) یک منطقهٔ مسکونی در سیشل است که در سیشل واقع شده‌است. تاکاماکا ۲٬۸۵۰ نفر جمعیت دارد.